# Aloe pluridens
Aloe pluridens är en grästrädsväxtart som beskrevs av Adrian Hardy Haworth. Aloe pluridens ingår i släktet Aloe och familjen grästrädsväxter. Inga underarter finns listade i Catalogue of Life.

## Bildgalleri

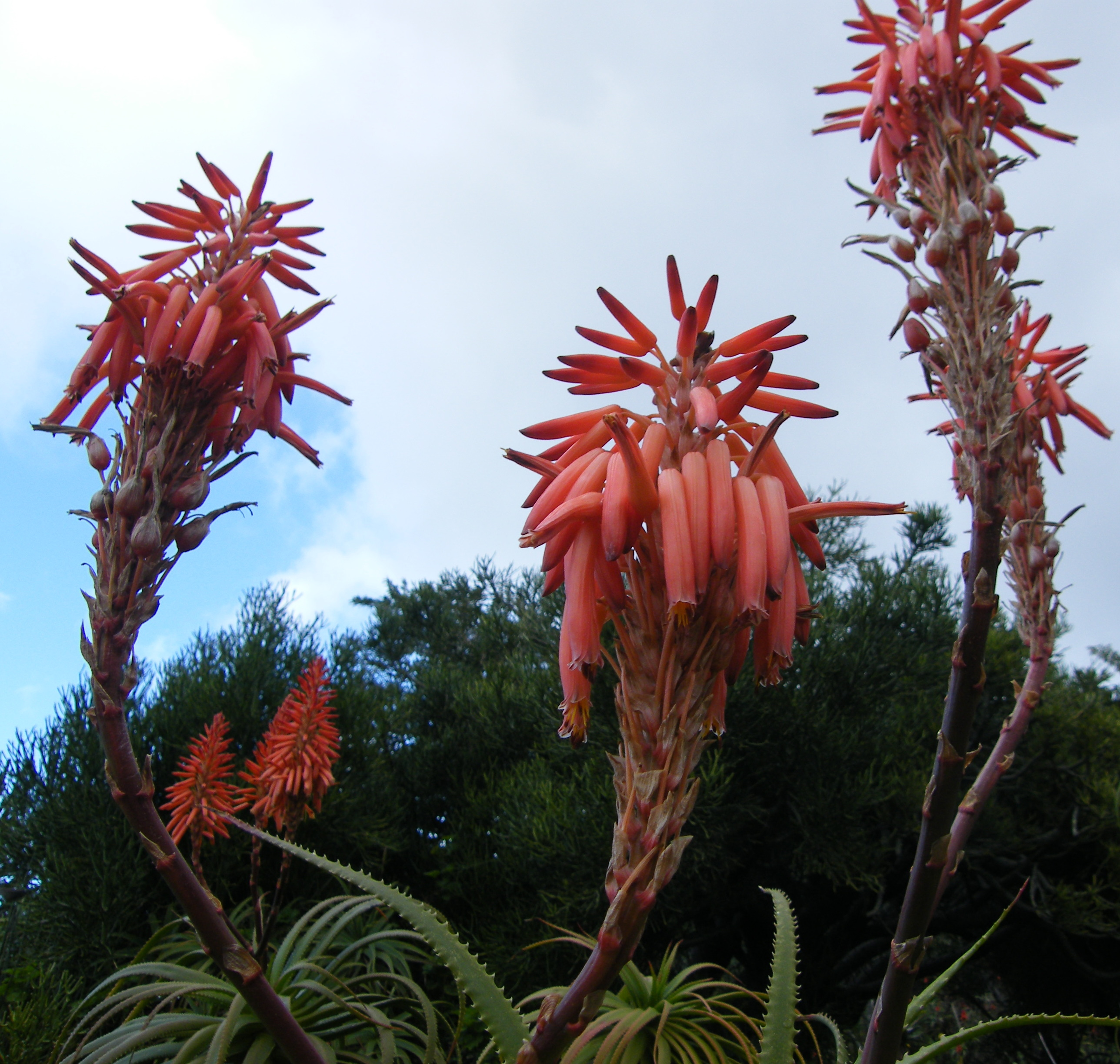
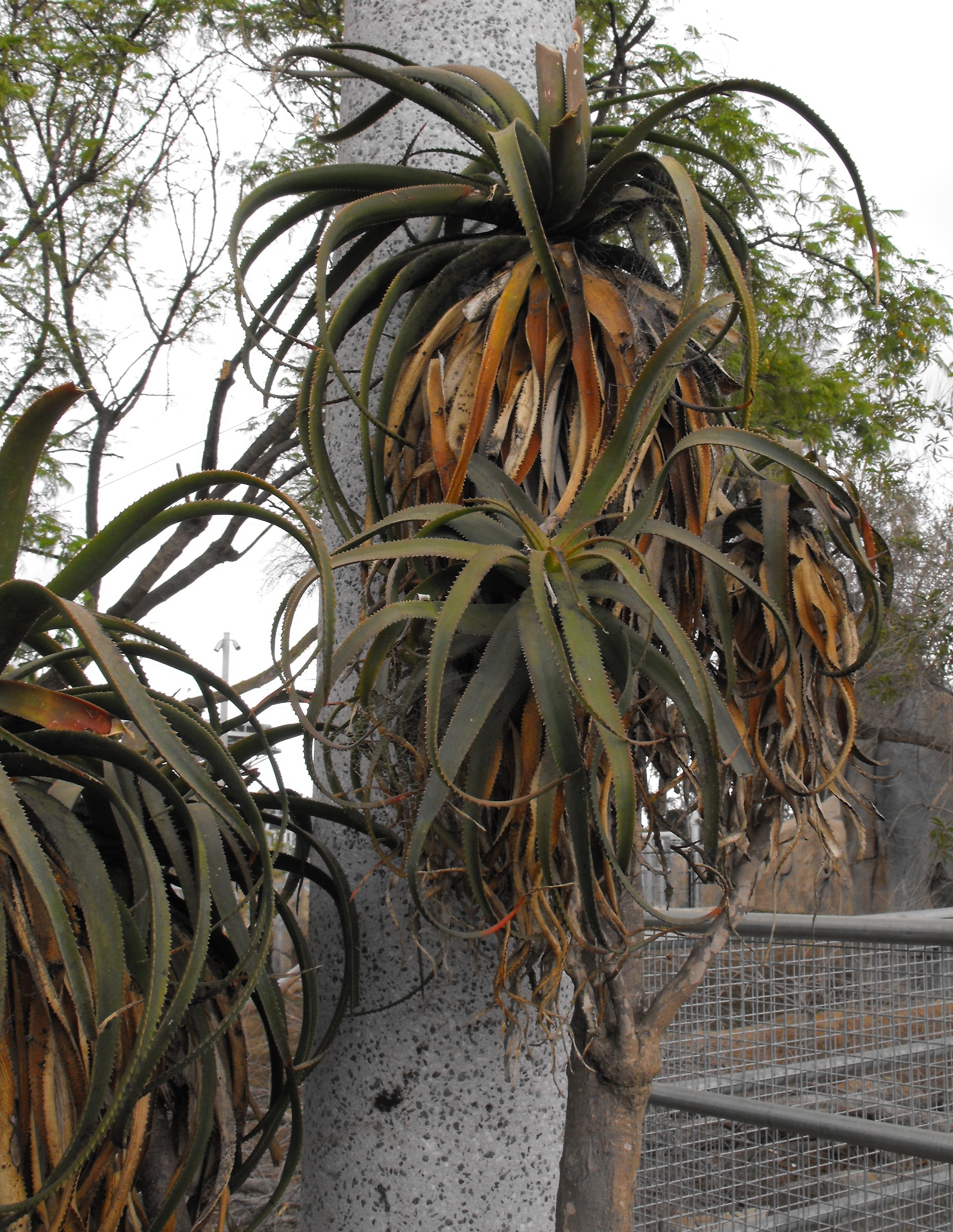